# Borussia Verein für Leibesübungen 1900 Mönchengladbach 2012-2013
Questa voce raccoglie le informazioni riguardanti il Borussia Verein für Leibesübungen 1900 Mönchengladbach nelle competizioni ufficiali della stagione 2012-2013.

## Stagione
Il Borussia Mönchengladbach chiuse la stagione all'ottavo posto in classifica. L'avventura nella DFB-Pokal 2012-2013 si chiuse al secondo turno, con l'eliminazione per mano del Fortuna Düsseldorf. La squadra partecipò anche alla Champions League 2012-2013, venendo eliminata contro la Dinamo Kiev agli spareggi. Ripescati in Europa League, i tedeschi furono eliminati dalla Lazio, ai sedicesimi di finale.

## Maglie e sponsor
Lo sponsor tecnico per la stagione 2012-2013 fu Lotto, mentre lo sponsor ufficiale fu Deutsche Postbank. La divisa casalinga era completamente bianca con inserti neri e verdi. Quella da trasferta era invece totalmente grigia, con rifiniture verdi. Infine, la terza divisa era composta da una maglietta verde con strisce orizzontali bianche, pantaloncini neri e calzettoni bianchi e verdi.
| Casa | Trasferta | Terza divisa |

## Rosa
| N. |                        | Ruolo | Calciatore            |
| -- | ---------------------- | ----- | --------------------- |
| 1  | Germania (bandiera)    | P     | Marc-André ter Stegen |
| 2  | Germania (bandiera)    | D     | Matthias Zimmermann   |
| 3  | Belgio (bandiera)      | D     | Filip Daems           |
| 4  | Paesi Bassi (bandiera) | D     | Roel Brouwers         |
| 5  | Finlandia (bandiera)   | C     | Alexander Ring        |
| 6  | Turchia (bandiera)     | C     | Tolga Ciğerci         |
| 7  | Germania (bandiera)    | C     | Patrick Herrmann      |
| 8  | Germania (bandiera)    | C     | Lukas Rupp            |
| 9  | Paesi Bassi (bandiera) | A     | Luuk de Jong          |
| 10 | Belgio (bandiera)      | A     | Igor De Camargo       |
| 14 | Germania (bandiera)    | C     | Thorben Marx          |
| 15 | Spagna (bandiera)      | D     | Álvaro Domínguez Soto |
| 16 | Norvegia (bandiera)    | C     | Håvard Nordtveit      |
| 17 | Svezia (bandiera)      | D     | Oscar Wendt           |
| 18 | Venezuela (bandiera)   | C     | Juan Arango           |

| N. |                     | Ruolo | Calciatore           |
| -- | ------------------- | ----- | -------------------- |
| 19 | Germania (bandiera) | A     | Mike Hanke           |
| 21 | Germania (bandiera) | P     | Janis Blaswich       |
| 22 | Germania (bandiera) | A     | Peniel Mlapa         |
| 23 | Giappone (bandiera) | C     | Yūki Ōtsu            |
| 24 | Germania (bandiera) | D     | Tony Jantschke       |
| 25 | Germania (bandiera) | C     | Amin Younes          |
| 27 | Germania (bandiera) | C     | Julian Korb          |
| 30 | Germania (bandiera) | C     | Alexander Bieler     |
| 31 | Svezia (bandiera)   | C     | Branimir Hrgota      |
| 32 | Germania (bandiera) | P     | Christofer Heimeroth |
| 34 | Svizzera (bandiera) | C     | Granit Xhaka         |
| 35 | Germania (bandiera) | C     | Nico Brandenburger   |
| 37 | Germania (bandiera) | D     | Niklas Dams          |
| 39 | Austria (bandiera)  | D     | Martin Stranzl       |

## Calciomercato

### Sessione estiva(dal 01/07 al 31/08)
| Acquisti         | Acquisti              | Acquisti              | Acquisti      |
| R.               | Nome                  | da                    | Modalità      |
| ---------------- | --------------------- | --------------------- | ------------- |
| D                | Álvaro Domínguez Soto | Atlético Madrid       | definitivo    |
| C                | Branimir Hrgota       | Jönköpings Södra      | definitivo    |
| C                | Granit Xhaka          | Basilea               | definitivo    |
| C                | Lukas Rupp            | Paderborn             | fine prestito |
| A                | Luuk de Jong          | Twente                | definitivo    |
| A                | Peniel Mlapa          | Hoffenheim            | definitivo    |
| Altre operazioni |                       |                       |               |
| R.               | Nome                  | da                    | Modalità      |
| P                | Logan Bailly          | Genk                  | fine prestito |
| D                | Anderson Bamba        | Eintracht Francoforte | fine prestito |
| D                | Tobias Levels         | Fortuna Düsseldorf    | fine prestito |
| A                | Elias Kachunga        | Osnabrück             | fine prestito |

| Cessioni | Cessioni         | Cessioni              | Cessioni   |
| R.       | Nome             | a                     | Modalità   |
| -------- | ---------------- | --------------------- | ---------- |
| P        | Logan Bailly     |                       | svincolato |
| D        | Anderson Bamba   | Eintracht Francoforte | definitivo |
| D        | Dante            | Bayern Monaco         | definitivo |
| D        | Tobias Levels    | Fortuna Düsseldorf    | definitivo |
| C        | Roman Neustädter |                       | svincolato |
| C        | Yūki Ōtsu        | VVV-Venlo             | definitivo |
| C        | Marco Reus       | Borussia Dortmund     | definitivo |
| A        | Elias Kachunga   | Hertha Berlino        | prestito   |
| A        | Mathew Leckie    | FSV Francoforte       | prestito   |

### Sessione invernale(dal 01/01 al 31/01)
| Acquisti         | Acquisti         | Acquisti         | Acquisti         |
| R.               | Nome             | da               | Modalità         |
| Altre operazioni | Altre operazioni | Altre operazioni | Altre operazioni |
| R.               | Nome             | da               | Modalità         |
| ---------------- | ---------------- | ---------------- | ---------------- |
| A                | Elias Kachunga   | Hertha Berlino   | fine prestito    |

| Cessioni | Cessioni            | Cessioni       | Cessioni |
| R.       | Nome                | a              | Modalità |
| -------- | ------------------- | -------------- | -------- |
| D        | Matthias Zimmermann | Greuther Fürth | prestito |
| A        | Igor De Camargo     | Hoffenheim     | prestito |
| A        | Elias Kachunga      | Paderborn      | prestito |

## Risultati

### Bundesliga

#### Girone di andata
| Arbitro: | Sippel |

|                      |           |             |
| Hanke 33’ Arango 78’ | Marcatori | 66’ Firmino |

| Düsseldorf 1º settembre 2012, ore 18:30 CEST 2ª giornata | Fortuna Düsseldorf | 0 – 0 referto | Borussia M'gladbach | Merkur Spiel-Arena (29 999 spett.)\| Arbitro: \| Perl \| |
| Arbitro:                                                 | Perl               |               |                     |                                                          |

| Arbitro: | Dingert |

|                       |           |                                   |
| de Jong 45’ Xhaka 53’ | Marcatori | 17’ Klose 26’ Simons 55’ Kiyotake |

| Arbitro: | Gagelmann |

|            |           |             |
| Kadlec 12’ | Marcatori | 3’ Herrmann |

| Arbitro: | Aytekin |

|                           |           |                               |
| Stranzl 39’ Domínguez 90’ | Marcatori | 23’ van der Vaart 45’ Rudņevs |

| Arbitro: | Stark |

|                                                           |           |  |
| Reus 35’, 70’ Subotić 40’ Gündoğan 79’ Błaszczykowski 85’ | Marcatori |  |

| Arbitro: | Fritz |

|                       |           |  |
| Arango 8’ de Jong 24’ | Marcatori |  |

| Arbitro: | Perl |

|                                                        |           |  |
| Petersen 37’ Arnautović 45’ Füllkrug 76’ Junuzović 86’ | Marcatori |  |

| Arbitro: | Kinhöfer |

|                           |           |                                       |
| Schlaudraff 48’ Diouf 53’ | Marcatori | 70’ Domínguez 77’ Brouwers 79’ Arango |

| Arbitro: | Stark |

|                |           |                      |
| De Camargo 49’ | Marcatori | 77’ (rig.) Caligiuri |

| Arbitro: | Gagelmann |

|                            |           |                                                    |
| Nehrig 10’ (rig.) Prib 43’ | Marcatori | 22’ Wendt 51’ Stranzl 57’ Herrmann 90’ (rig.) Marx |

| Arbitro: | Weiner |

|            |           |                               |
| Stranzl 7’ | Marcatori | 9’ Harnik 72’ (aut.) Brouwers |

| Arbitro: | Stieler |

|            |           |              |
| Mölders 5’ | Marcatori | 85’ Herrmann |

| Arbitro: | Hartmann |

|                          |           |  |
| Arango 11’ Jantschke 44’ | Marcatori |  |

| Arbitro: | Brych |

|             |           |                |
| Draxler 85’ | Marcatori | 62’ De Camargo |

| Arbitro: | Kinhöfer |

|                      |           |  |
| Hanke 58’ Arango 63’ | Marcatori |  |

| Arbitro: | Welz |

|             |           |                 |
| Shaqiri 59’ | Marcatori | 21’ (rig.) Marx |

#### Girone di ritorno
| Sinsheim 19 gennaio 2013, ore 15:30 CET 18ª giornata | Hoffenheim | 0 – 0 referto | Borussia M'gladbach | Wirsol Rhein-Neckar-Arena (26 750 spett.)\| Arbitro: \| Sippel \| |
| Arbitro:                                             | Sippel     |               |                     |                                                                   |

| Arbitro: | Gagelmann |

|                               |           |                    |
| Juanan 6’ (aut.) Herrmann 14’ | Marcatori | 50’ (rig.) Schahin |

| Arbitro: | Meyer |

|                              |           |              |
| Simons 4’ (rig.) Pekhart 30’ | Marcatori | 58’ Herrmann |

| Arbitro: | Kircher |

|                                      |           |                                   |
| Stranzl 45’ de Jong 58’ Herrmann 86’ | Marcatori | 52’ Sam 60’ Kießling 64’ Schürrle |

| Arbitro: | Hartmann |

|                   |           |  |
| van der Vaart 24’ | Marcatori |  |

| Arbitro: | Perl |

|            |           |                  |
| Younes 67’ | Marcatori | 31’ (rig.) Götze |

| Arbitro: | Aytekin |

|  |           |             |
|  | Marcatori | 22’ de Jong |

| Arbitro: | Stark |

|           |           |               |
| Mlapa 72’ | Marcatori | 77’ Ignjovski |

| Arbitro: | Gräfe |

|             |           |  |
| de Jong 36’ | Marcatori |  |

| Arbitro: | Perl |

|                |           |  |
| Kruse 69’, 90’ | Marcatori |  |

| Arbitro: | Dankert |

|             |           |  |
| de Jong 74’ | Marcatori |  |

| Arbitro: | Stark |

|                                  |           |  |
| Domínguez 28’ (aut.) Gentner 34’ | Marcatori |  |

| Arbitro: | Drees |

|                  |           |  |
| Daems 28’ (rig.) | Marcatori |  |

| Arbitro: | Stieler |

|                               |           |           |
| Arnold 34’ Olić 61’ Diego 75’ | Marcatori | 52’ Mlapa |

| Arbitro: | Meyer |

|  |           |             |
|  | Marcatori | 82’ Draxler |

| Arbitro: | Brych |

|                                  |           |                                       |
| Parker 12’ Ivanschitz 90’ (rig.) | Marcatori | 39’ (rig.), 58’, 80’ Hrgota 64’ Hanke |

| Arbitro: | Kinhöfer |

|                                   |           |                                        |
| Stranzl 4’ Hanke 5’ Nordtveit 10’ | Marcatori | 7’ Martínez 18’, 53’ Ribéry 59’ Robben |

### Coppa di Germania
| Arbitro: | Zwayer |

|  |           |                          |
|  | Marcatori | 70’ Arango 90’ Nordtveit |

| Arbitro: | Kircher |

|            |           |  |
| Rafael 97’ | Marcatori |  |

### Champions League
| Arbitro: | Proença |

|          |           |                                                |
| Ring 13’ | Marcatori | 28’ Mychalyk 36’ Jarmolenko 81’ (aut.) de Jong |

| Arbitro: | Thomson |

|           |           |                                 |
| Ideye 88’ | Marcatori | 70’ (aut.) Chačeridi 78’ Arango |

### Europa League

#### Fase a gironi
| Nicosia 20 settembre 2012, ore 19:00 CEST 1ª giornata | AEL Limassol | 0 – 0 referto | Borussia M'gladbach | Stadio Neo GSP (12 000 spett.)\| Arbitro: \| Gomes \| |
| Arbitro:                                              | Gomes        |               |                     |                                                       |

| Arbitro: | Vitienes |

|                            |           |                                          |
| de Jong 18’ De Camargo 74’ | Marcatori | 25’, 87’ Cristian 40’ Meireles 71’ Kuijt |

| Arbitro: | Gumienny |

|                            |           |  |
| Daems 33’ (rig.) Mlapa 67’ | Marcatori |  |

| Arbitro: | Kružliak |

|                     |           |                      |
| Barton 54’ Ayew 67’ | Marcatori | 20’ Hanke 90’ Arango |

| Arbitro: | Madden |

|                     |           |  |
| De Camargo 79’, 90’ | Marcatori |  |

| Arbitro: | de Sousa |

|  |           |                                          |
|  | Marcatori | 23’ Ciğerci 28’ (rig.) Hanke 79’ de Jong |

#### Fase ad eliminazione diretta
| Arbitro: | Karasev |

|                                               |           |                             |
| Stranzl 16’ (rig.) Marx 82’ (rig.) Arango 88’ | Marcatori | 57’ Floccari 63’, 90’ Kozák |

| Arbitro: | Göçek |

|                           |           |  |
| Candreva 10’ González 33’ | Marcatori |  |

## Statistiche

### Statistiche di squadra
| Competizione      | Punti | In casa | In casa | In casa | In casa | In casa | In casa | In trasferta | In trasferta | In trasferta | In trasferta | In trasferta | In trasferta | Totale | Totale | Totale | Totale | Totale | Totale | DR |
| Competizione      | Punti | G       | V       | N       | P       | Gf      | Gs      | G            | V            | N            | P            | Gf           | Gs           | G      | V      | N      | P      | Gf     | Gs     | DR |
| ----------------- | ----- | ------- | ------- | ------- | ------- | ------- | ------- | ------------ | ------------ | ------------ | ------------ | ------------ | ------------ | ------ | ------ | ------ | ------ | ------ | ------ | -- |
| Bundesliga        | 47    | 17      | 8       | 5       | 4       | 27      | 20      | 17           | 4            | 6            | 7            | 18           | 29           | 34     | 12     | 11     | 11     | 45     | 49     | -4 |
| Coppa di Germania | -     | 0       | 0       | 0       | 0       | 0       | 0       | 2            | 1            | 0            | 1            | 2            | 1            | 2      | 1      | 0      | 1      | 2      | 1      | +1 |
| Champions League  | -     | 1       | 0       | 0       | 1       | 1       | 3       | 1            | 1            | 0            | 0            | 2            | 1            | 2      | 1      | 0      | 1      | 3      | 4      | -1 |
| Europa League     | -     | 4       | 2       | 1       | 1       | 9       | 7       | 4            | 1            | 2            | 1            | 5            | 4            | 8      | 3      | 3      | 2      | 14     | 11     | +3 |
| Totale            | -     | 22      | 10      | 6       | 6       | 37      | 30      | 24           | 7            | 8            | 9            | 27           | 35           | 46     | 17     | 14     | 15     | 64     | 65     | -1 |

### Andamento in campionato
| Giornata  | 1 | 2 | 3 | 4 | 5  | 6  | 7  | 8  | 9 | 10 | 11 | 12 | 13 | 14 | 15 | 16 | 17 | 18 | 19 | 20 | 21 | 22 | 23 | 24 | 25 | 26 | 27 | 28 | 29 | 30 | 31 | 32 | 33 | 34 |
| --------- | - | - | - | - | -- | -- | -- | -- | - | -- | -- | -- | -- | -- | -- | -- | -- | -- | -- | -- | -- | -- | -- | -- | -- | -- | -- | -- | -- | -- | -- | -- | -- | -- |
| Luogo     | C | T | C | T | C  | T  | C  | T  | T | C  | T  | C  | T  | C  | T  | C  | T  | T  | C  | T  | C  | T  | C  | T  | C  | C  | T  | C  | T  | C  | T  | C  | T  | C  |
| Risultato | V | N | P | N | N  | P  | V  | P  | V | N  | V  | P  | N  | V  | N  | V  | N  | N  | V  | P  | N  | P  | N  | V  | N  | V  | P  | V  | P  | V  | P  | P  | V  | P  |
| Posizione | 3 | 7 | 9 | 9 | 10 | 13 | 10 | 13 | 9 | 11 | 8  | 11 | 11 | 9  | 10 | 8  | 8  | 8  | 7  | 7  | 8  | 10 | 10 | 9  | 9  | 7  | 8  | 7  | 7  | 7  | 7  | 8  | 8  | 8  |

Legenda:

Luogo: C = Casa; T = Trasferta. Risultato: V = Vittoria; N = Pareggio; P = Sconfitta.

### Statistiche dei giocatori
| Giocatore        | Bundesliga | Bundesliga | Bundesliga  | Bundesliga | Coppa di Germania | Coppa di Germania | Coppa di Germania | Coppa di Germania | Champions League | Champions League | Champions League | Champions League | Europa League | Europa League | Europa League | Europa League | Totale   | Totale | Totale      | Totale     |
| Giocatore        | Presenze   | Reti       | Ammonizioni | Espulsioni | Presenze          | Reti              | Ammonizioni       | Espulsioni        | Presenze         | Reti             | Ammonizioni      | Espulsioni       | Presenze      | Reti          | Ammonizioni   | Espulsioni    | Presenze | Reti   | Ammonizioni | Espulsioni |
| ---------------- | ---------- | ---------- | ----------- | ---------- | ----------------- | ----------------- | ----------------- | ----------------- | ---------------- | ---------------- | ---------------- | ---------------- | ------------- | ------------- | ------------- | ------------- | -------- | ------ | ----------- | ---------- |
| J. Blaswich      | -          | -          | -           | -          | -                 | -                 | -                 | -                 | -                | -                | -                | -                | -             | -             | -             | -             | -        | -      | -           | -          |
| N. Bolten        | -          | -          | -           | -          | -                 | -                 | -                 | -                 | -                | -                | -                | -                | -             | -             | -             | -             | -        | -      | -           | -          |
| C. Heimeroth     | 1          | 0          | 0           | 0          | -                 | -                 | -                 | -                 | -                | -                | -                | -                | 1             | 0             | 0             | 0             | 2        | 0      | 0           | 0          |
| M. Stegen        | 34         | 0          | 2           | 0          | 2                 | 0                 | 0                 | 0                 | 2                | 0                | 0                | 0                | 7             | 0             | 0             | 0             | 45       | 0      | 2           | 0          |
| N. Brandenburger | -          | -          | -           | -          | -                 | -                 | -                 | -                 | -                | -                | -                | -                | -             | -             | -             | -             | -        | -      | -           | -          |
| R. Brouwers      | 21         | 1          | 2           | 0          | 1                 | 0                 | 0                 | 0                 | 1                | 0                | 1                | 0                | 6             | 0             | 1             | 0             | 29       | 1      | 4           | 0          |
| F. Daems         | 19         | 1          | 4           | 0          | 2                 | 0                 | 0                 | 0                 | 2                | 0                | 0                | 0                | 2             | 1             | 0             | 0             | 25       | 2      | 4           | 0          |
| N. Dams          | -          | -          | -           | -          | -                 | -                 | -                 | -                 | -                | -                | -                | -                | -             | -             | -             | -             | -        | -      | -           | -          |
| Domínguez        | 30         | 2          | 8           | 0          | 2                 | 0                 | 1                 | 0                 | 1                | 0                | 0                | 0                | 7             | 0             | 0             | 0             | 40       | 2      | 9           | 0          |
| T. Jantschke     | 31         | 1          | 6           | 0          | 1                 | 0                 | 0                 | 0                 | 2                | 0                | 0                | 0                | 6             | 0             | 1             | 0             | 40       | 1      | 7           | 0          |
| J. Korb          | -          | -          | -           | -          | -                 | -                 | -                 | -                 | -                | -                | -                | -                | 1             | 0             | 0             | 0             | 1        | 0      | 0           | 0          |
| M. Stranzl       | 26         | 5          | 5           | 1          | 2                 | 0                 | 0                 | 0                 | 2                | 0                | 0                | 0                | 5             | 1             | 1             | 0             | 35       | 6      | 6           | 1          |
| O. Wendt         | 21         | 1          | 1           | 0          | 1                 | 0                 | 0                 | 0                 | -                | -                | -                | -                | 6             | 0             | 1             | 0             | 28       | 1      | 2           | 0          |
| J. Arango        | 31         | 5          | 2           | 0          | 2                 | 1                 | 0                 | 0                 | 2                | 1                | 0                | 0                | 6             | 2             | 1             | 0             | 41       | 9      | 3           | 0          |
| T. Ciğerci       | 12         | 0          | 2           | 0          | -                 | -                 | -                 | -                 | 1                | 0                | 0                | 0                | 5             | 1             | 0             | 0             | 18       | 1      | 2           | 0          |
| P. Herrmann      | 32         | 6          | 6           | 0          | 2                 | 0                 | 0                 | 0                 | 2                | 0                | 1                | 0                | 6             | 0             | 3             | 0             | 42       | 6      | 10          | 0          |
| T. Marx          | 23         | 2          | 6           | 0          | 1                 | 0                 | 0                 | 0                 | -                | -                | -                | -                | 6             | 1             | 1             | 0             | 30       | 3      | 7           | 0          |
| A. Mühling       | -          | -          | -           | -          | -                 | -                 | -                 | -                 | -                | -                | -                | -                | -             | -             | -             | -             | -        | -      | -           | -          |
| H. Nordtveit     | 31         | 1          | 4           | 0          | 2                 | 1                 | 0                 | 0                 | 2                | 0                | 1                | 0                | 7             | 0             | 0             | 0             | 42       | 2      | 5           | 0          |
| A. Ring          | 6          | 0          | 0           | 0          | 1                 | 0                 | 0                 | 0                 | 2                | 1                | 0                | 0                | 4             | 0             | 0             | 0             | 13       | 1      | 0           | 0          |
| L. Rupp          | 21         | 0          | 1           | 0          | 1                 | 0                 | 0                 | 0                 | -                | -                | -                | -                | 3             | 0             | 0             | 0             | 25       | 0      | 1           | 0          |
| G. Xhaka         | 22         | 1          | 4           | 0          | 2                 | 0                 | 0                 | 0                 | 2                | 0                | 0                | 0                | 7             | 0             | 0             | 0             | 33       | 1      | 4           | 0          |
| A. Younes        | 11         | 1          | 0           | 0          | -                 | -                 | -                 | -                 | -                | -                | -                | -                | 2             | 0             | 1             | 0             | 13       | 1      | 1           | 0          |
| L. de Jong       | 23         | 6          | 3           | 0          | 1                 | 0                 | 0                 | 0                 | 2                | 0                | 0                | 0                | 5             | 2             | 1             | 0             | 31       | 8      | 4           | 0          |
| M. Hanke         | 32         | 4          | 0           | 0          | 2                 | 0                 | 0                 | 0                 | 2                | 0                | 0                | 0                | 7             | 2             | 1             | 0             | 43       | 6      | 1           | 0          |
| B. Hrgota        | 13         | 3          | 0           | 0          | -                 | -                 | -                 | -                 | 1                | 0                | 0                | 0                | 3             | 0             | 0             | 0             | 17       | 3      | 0           | 0          |
| P. Mlapa         | 20         | 2          | 0           | 0          | 1                 | 0                 | 0                 | 0                 | -                | -                | -                | -                | 5             | 1             | 1             | 0             | 26       | 3      | 1           | 0          |
| I. De Camargo    | 14         | 2          | 1           | 0          | 2                 | 0                 | 0                 | 0                 | 2                | 0                | 0                | 0                | 4             | 3             | 0             | 0             | 22       | 5      | 1           | 0          |
| M. Zimmermann    | 1          | 0          | 0           | 0          |                   |                   |                   |                   |                  |                  |                  |                  |               |               |               |               |          |        |             |            |